# Kenny Dorham and the Jazz Prophets, Vol.1
Kenny Dorham and the Jazz Prophets, Vol.1 è un album di Kenny Dorham, pubblicato dalla ABC-Paramount Records nel 1956. Il disco fu registrato il 4 aprile 1956 a New York.

## Tracce
Lato A
1. The Prophets – 9:59 (Kenny Dorham)
2. Blues Elegante – 8:41 (Kenny Dorham)

Lato B
1. DX – 5:19 (Kenny Dorham)
2. Don't Explain – 7:11 (Arthur Herzog Jr., Billie Holiday)
3. Tahitian Suite – 7:33 (Kenny Dorham)

## Musicisti
- Kenny Dorham  - tromba
- J.R. Monterose  - sassofono tenore
- Dick Katz  - pianoforte
- Sam Jones  - contrabbasso
- Arthur Edgehill  - batteria